# 帕拉苗
帕拉苗是葡萄牙布拉干萨区的一个堂区。总面积23.66平方公里，总人口281人，人口密度11.9人/平方公里。